# Les Colons de Catane (le jeu de cartes pour 2 joueurs)
 (février 2023).
Si vous disposez d'ouvrages ou d'articles de référence ou si vous connaissez des sites web de qualité traitant du thème abordé ici, merci de compléter l'article en donnant les références utiles à sa vérifiabilité et en les liant à la section « Notes et références ».
Les colons de Catane (pour 2 joueurs) est un jeu de société créé par Klaus Teuber en 1996. Il est publié en version originale allemande par Kosmos. La version française a été éditée dans un premier temps par Tilsit puis à partir de 2006 par Filosofia.
Il fait partie de la série des jeux Catane, mais il s'agit cette-fois d'un jeu de cartes pour deux joueurs. Il est adapté du jeu Les Colons de Catane, mais se joue totalement indépendamment.
Pour 2 joueurs à partir de 10 ans, pour environ 75 minutes.
Ce jeu fut une réussite mondiale et sept extensions thématiques sont parues peu après :
- Politique et Intrigue (P&I)
- Magiciens et Dragons (M&D)
- Science et Progrès (S&P)
- Chevaliers et Marchands (C&M)
- Commerce et Évolution (C&E)
- Barbare et Négociants (B&N)
- Artistes et Mécènes (A&M)

## Principe général
Dans Les colons de Catane (le jeu de cartes pour 2 joueurs), chaque joueur contrôle une principauté de Catane qui consiste initialement en deux colonies séparées par une route, et six terrains autour des colonies, tous représentés sur les cartes. Au cours du jeu, les joueurs cherchent à poser des cartes pour étendre leurs principautés, en marquant des points de victoire associés à certaines cartes. Les principautés vont s'enrichir de nouvelles routes et villes, et des cartes développement viendront protéger les terrains et les villes. Des événements surviennent pour bouleverser un peu la stratégie des joueurs. À chaque tour, les terrains rapportent des points dans certaines matières premières qui servent à acheter ou construire des bâtiments, ou des unités. Les deux principautés resteront séparées tout le long du jeu.
Le hasard et un peu de stratégie concourent à gagner dans ce jeu, mais les parties sont toujours assez équilibrées.

## Règle du jeu

### But du jeu
L'objectif est d'atteindre 12 points de victoire. En cas d'utilisation d'une extension, ce nombre est de 13.

### Matériel
La boîte de base contient 120 cartes réparties en :
- 18 cartes de départ, avec au dos un Bouclier rouge ou noir, 9 pour chaque joueur : 2 Colonies, 6 Terrains et 1 Route.
- 11 cartes Terrain, avec, sur le verso, un arbre et sur le recto des dés indiquant des valeurs entre 1 et 6. Ils existent 6 types de terrain produisant blé, bois, brique, minerai, laine et or.
- 7 cartes Route, sur lesquels est indiqué, au dos, le coût de construction (1 Bois et 2 Briques)
- 5 cartes Colonie
- 7 cartes Ville
- 10 cartes Événement, avec sur le verso un point d'interrogation et sur le recto un texte sur fond bleu.
- 62 cartes Colons, avec un verso vierge, divisibles en 3 catégories :

1. 20 cartes Action, avec un texte sur fond jaune
2. 26 cartes Extension, avec un texte sur fond vert
3. 16 cartes Monument, avec un texte sur fond rouge

Elle contient également deux dés (dont un spécial, et un à 6 faces), et deux marqueurs Chevalier et Moulin.

### Mise en place
Chaque joueur dispose devant lui face visible ses 9 cartes de départ, en choisissant seulement le positionnement des 6 terrains sur les 6 emplacement prévus.
Les joueurs piochent ensuite 3 cartes développement qu'ils gardent dans leur main, et pourront jouer ultérieurement.

### Déroulement
Au début de chaque tour, un dé à six faces standard et le dé spécial sont lancés, qui déterminent les ressources collectées depuis les terrains, en fonction de la valeur du dé, et des événements du dé spécial.
Chaque carte de terrain comporte un marqueur indiquant le stock de sa matière première, de 0 à 3. Au début du jeu, chaque joueur dispose d'un stock de 1 dans chaque ressource (argile, laine, blé, minerai, bois, et or). On peut acquérir plus de terrain une fois qu'on a étendu sa principauté à droite ou à gauche, en séparant les colonies ou ville avec une route. Plus de terrains rapporteront alors plus de ressources.
Les joueurs peuvent ensuite s'échanger des ressources ou en échanger avec la banque.
Ils peuvent ensuite utiliser leur stock de ressources pour mettre en jeu des cartes développement de leur main, ou acheter de nouvelles routes, colonies ou villes. Chaque carte a une combinaison de ressources originale.
Ils peuvent également déclencher des actions qui perturbent le jeu de l'adversaire.
Les constructions renforcent la puissance de la principauté. Les colonies peuvent devenir des villes, et accueillir alors des bâtiments ou des unités plus nombreuses et plus puissantes.
Les joueurs peuvent positionner dans leurs colonies ou leurs villes des chevaliers qui permettront de remporter des duels.
Chaque colonie rapporte un point de victoire, et chaque ville 2. Certains bâtiments dans les villes rapportent d'autres points.
Certaines cartes rapportent des points de commerce, symbolisés par un moulin.
Lorsqu'une principauté devient la mieux armée par ses chevaliers, elle prend le marqueur "chevalier" qui lui confère temporairement un point de victoire supplémentaire. De façon similaire, le décompte des points de commerce détermine la meilleure puissance marchande du moment, qui reçoit le marqueur "moulin" symbolisant un point de victoire supplémentaire.
Les joueurs reconstituent leur main à la fin de chaque tour en piochant de nouvelles cartes développement.

### Fin de partie et vainqueur
Le premier joueur à cumuler 12 (ou 13 dans le cadre d'une extension) points de victoire remporte la partie.

## Stratégie

### Début du jeu
Lors de la mise en place des terrains, quelle que soit votre couleur (rouge ou noire), il est conseillé de mettre sur les côtés le minerai, l'argile et le bois (nécessaire à la création de route et de nombreux bâtiments).
En effet, lors de la création de nouvelles colonies, vous pourrez mettre de nouveau terrain à côté et si vous avez de la chance (ou que vous possédez la carte action éclaireur), vous piocherez un terrain de la même sorte que vous pourrez placer à côté du premier. Cela vous permettra de placer des cartes comme la forgerie, le moulin, la scierie etc. tout en doublant leur efficacité.
Lorsque vous choisissez vos 3 cartes de développement de départ, préférez les cartes développement (fond vert) aux cartes actions (sauf éclaireur) et monuments, afin de profiter le plus vite possible de leurs effets (événement année faste pour les camps fortifiés, augmentation de vos ressources pour la fonderie, le moulin etc. amélioration des conditions d'échange avec la banque grâce aux flottes de commerce…).
Après s'offre à vous deux choix :
- La construction (le plus vite possible) de nouvelles colonies. Étant donné qu'il n'y en a que 5 à construire (en plus des vôtres), si vous en possédez une de plus que votre adversaire, vous aurez un avantage certain (un point de victoire en plus et 2 terrains).
- L'amélioration de votre cité tout en construisant les colonies. En clair, vous laissez votre adversaire s'acharner à tomber sur la bonne ressource pour se faire ses colonies et vous améliorez votre cité avec les cartes développement.

### Milieu de jeu
Après ces étapes, votre but va être de gagner des points de victoire plus vite que votre adversaire. Sachez qu'un mauvais début amoindrit considérablement vos chances de gagner.
Le meilleur moyen à long terme (et à court terme) de gagner vos points de victoires est de mettre la main sur les pions moulin et chevalier (ce dernier étant le plus facile à avoir : prenez un chevalier facile à construire dès le début).
Pour le pion moulin, le mieux est d'avoir une ville assez rapidement (ce qui vous permettra de vous faire des monuments comme la chambre de commerce ou le marché, qui rapporte des points de commerce et sont faciles à construire.